# Anomala delicata
Anomala delicata är en skalbaggsart som beskrevs av Thomas Casey 1915. Anomala delicata ingår i släktet Anomala och familjen Rutelidae. Inga underarter finns listade i Catalogue of Life.